# Tebirkes
Tebirkes, även känt som köpenhamnare eller birkabullar, är ett danskt konditori- och frukostbröd på wienerdeg som kavlas med smör i olika slag och med täckande lager av vallmofrön ovanpå brödet (vallmofrö heter birkes på danska).
Bröden finns allmänt på konditorier över hela Danmark och är populära på smörgåsbröd.